# Dioză

Glicolaldehida este singura dioză posibilă

O dioză este un tip de monozaharidă care conține doar doi atomi de carbon. Există doar o singură dioză, glicolaldehida (2-hidroxietanal), care este o aldodioză. Cetodioza nu poate exista, deoarece gruparea cetonă nu poate exista decât în catene cu cel puțin trei atomi de carbon.